# 科利亚多埃尔莫索
科利亚多埃尔莫索，是西班牙卡斯蒂利亚-莱昂塞戈维亚省的一个市镇。 总面积16平方公里，总人口154人（2001年），人口密度10人/平方公里。